# Ациклічні сполуки
Ациклічні сполуки - це хімічні (зазвичай органічні) сполуки, в яких атоми, що беруть участь у структурі, утворюють ланцюги і не містять кілець. Сполуки можуть бути прямими або розгалуженими і містити гетероатоми. Ациклічні сполуки ще називають сполуками з відкритим ланцюгом атомів вуглецю. Сполуки з відкритим ланцюгом, які не мають бічних груп, називаються сполуками з прямим ланцюгом.
Багато з простих молекул органічної хімії, таких як алкани та алкени, мають як лінійні, так і кільцеві ізомери, тобто як ациклічні, так і циклічні. Для сполук, що містять 4 або більше атомів вуглецю, лінійні форми можуть мати ізомери з прямим або розгалуженим ланцюгом. Префікс н- із малої літери позначає ізомер з прямим ланцюгом; наприклад, н-бутан є бутаном з прямим ланцюгом, тоді як і-бутан є ізобутаном. Циклоалкани є ізомерами алкенів, а не алканів, оскільки замикання кільця включає зв’язок C-C. Не маючи кілець (ароматичних чи інших), усі сполуки з відкритим ланцюгом є аліфатичними.
В біохімії, зазвичай, деякі ізомери є більш поширеними, ніж інші. Наприклад, у живих організмах ізомер глюкози з відкритим ланцюгом зазвичай існує лише тимчасово, у невеликих кількостях; D-глюкоза є звичайним ізомером; а L-глюкоза зустрічається рідко.
Молекули з прямим ланцюгом часто не є буквально прямими, у тому сенсі, що їхні кути зв’язку часто не дорівнюють 180°, але назва відображає, що схематично вони прямі. Наприклад, алкани з прямим ланцюгом є хвилястими або «зморщеними», як показано на моделях нижче.

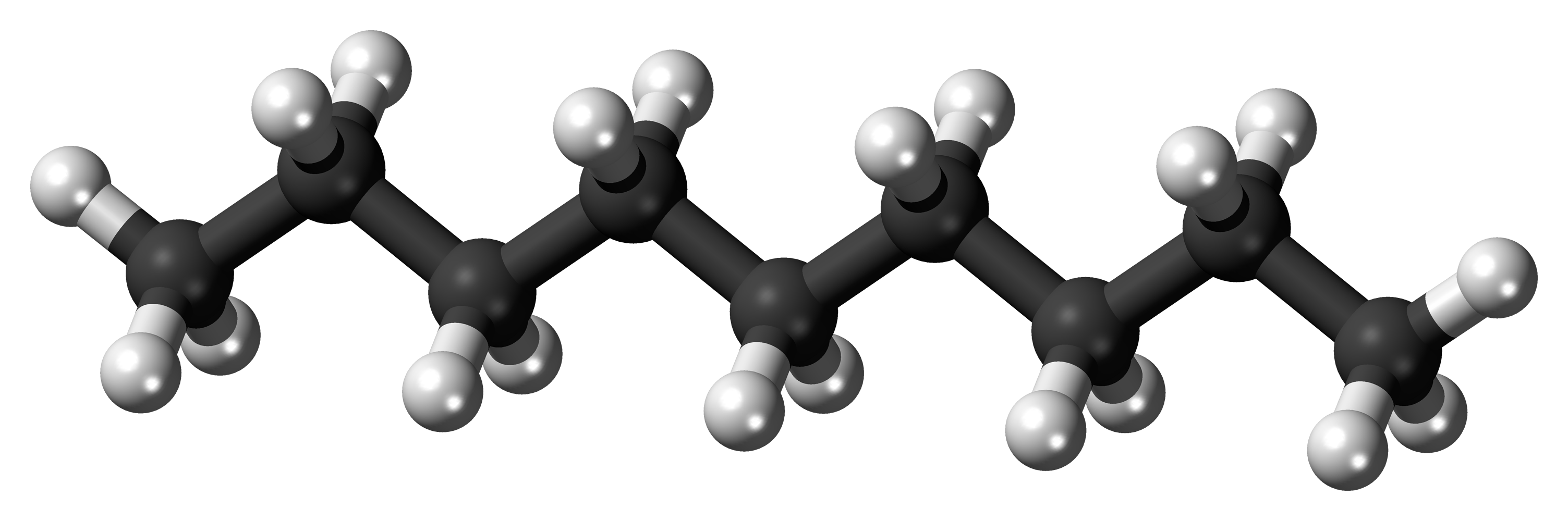
н-нонан

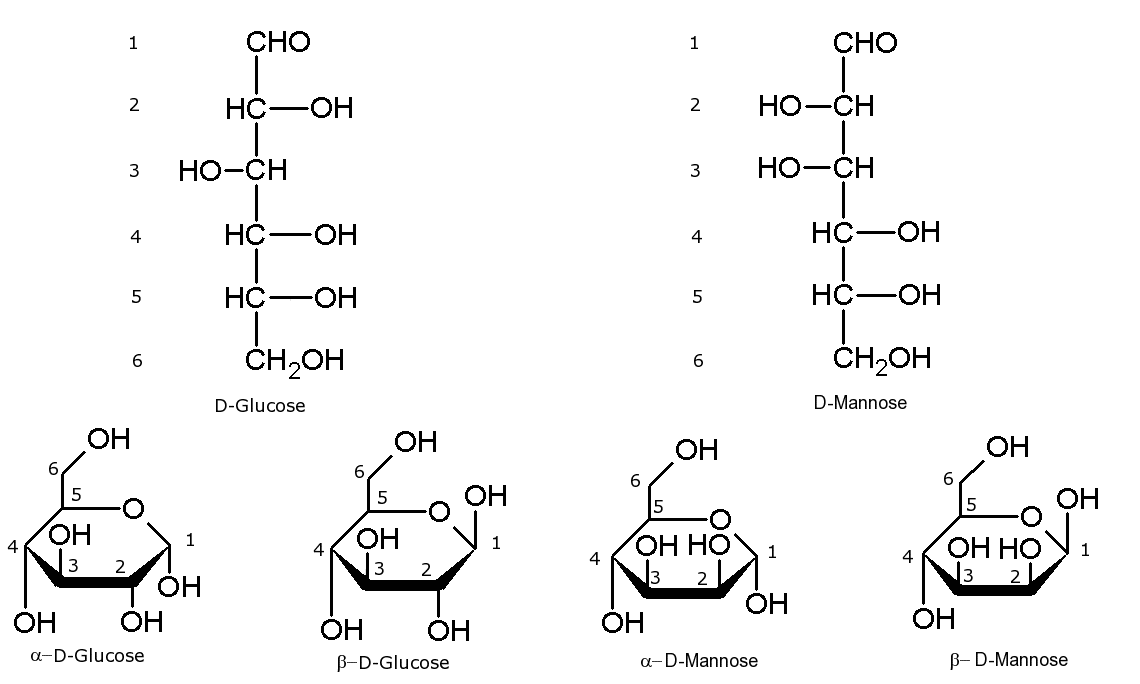
На верхньому рядку форми глюкози та манози з відкритим ланцюгом. На нижньому рядку циклічні форми.

|                  |                |           |
| розгалужені      | прямоланцюгові | циклічний |
| відкритий ланцюг |                |           |